# Martina Olba
Martina Olba - o semplicemente Martina - è una frazione di Urbe, in provincia di Savona.
Ubicata a 484 m. s.l.m. nell'alta valle del torrente Orba, è la sede comunale dell'ente urbasco. Fino al 1929 fu comune autonomo e poi unito al comune di Olba per la costituzione del comune di Urbe.

## Storia

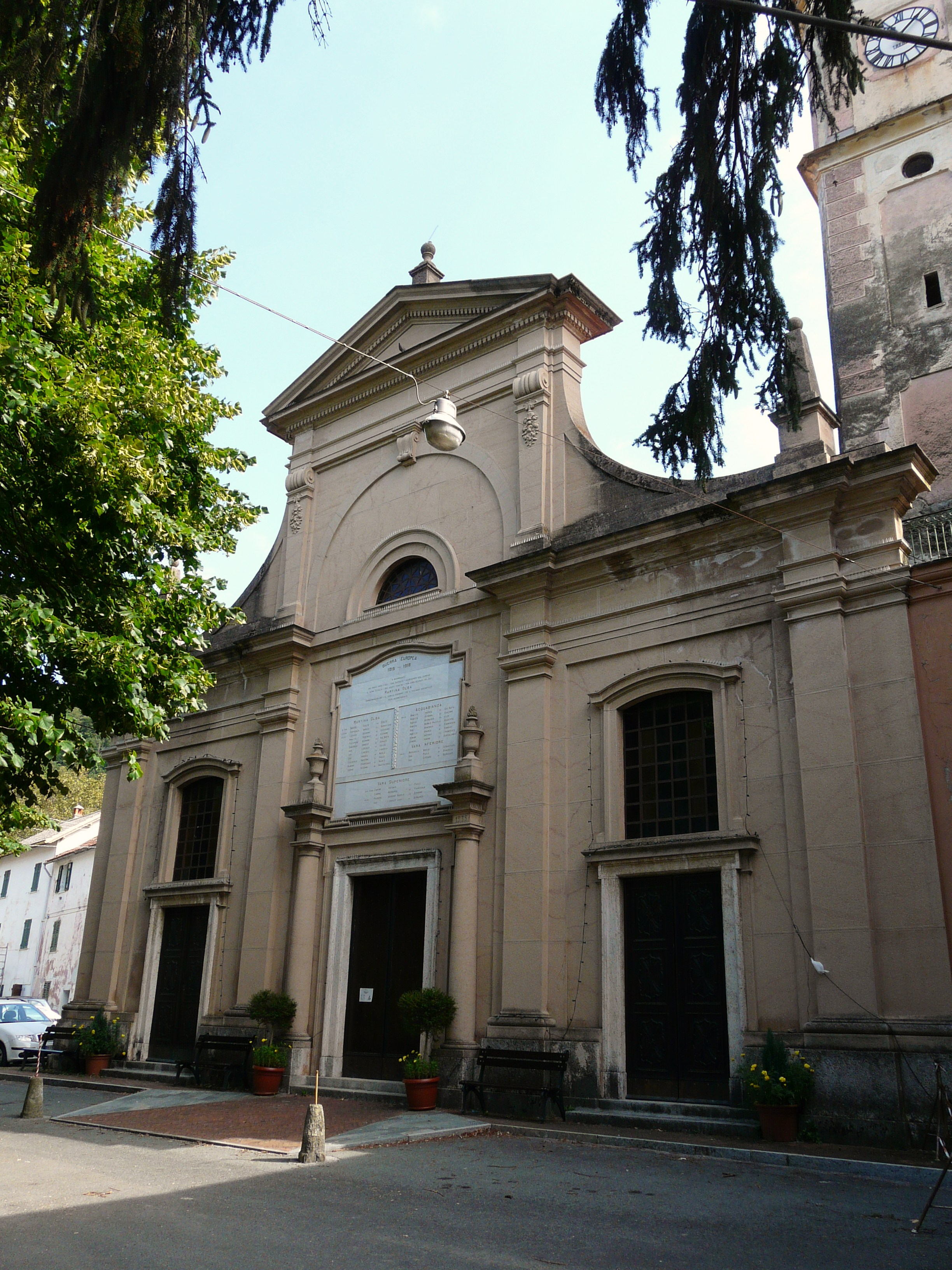
La chiesa parrocchiale di San Giacomo

Originariamente citata come Rovereto - il nome deriverebbe da una secolare zona boschiva di roveri - fece parte della Selva dell'Orba, una foresta e terreno di caccia dei re longobardi. Nel medioevo assunse l'odierna denominazione di Martina, forse dal nome dell'antica cappella medioevale intitolata al santo Martino di Tours.
Passato dalle proprietà ecclesiastiche dei vescovi di Acqui all'Abbazia di Santa Maria alla Croce di Tiglieto, il territorio di Martina venne inglobato come "quartiere" di Rossiglione, nel capitaneato di Ovada, facente parte della Repubblica di Genova della quale, fino al 1797, ne seguì le vicende storiche e politiche.
Con la caduta della repubblica, sull'onda della rivoluzione francese e a seguito della prima campagna d'Italia di Napoleone Bonaparte, il nucleo di Martina rientrò dal 2 dicembre 1797 nel Dipartimento della Cerusa (con capoluogo Voltri), all'interno della Repubblica Ligure.
Dal 28 aprile del 1798 con i nuovi ordinamenti francesi, Martina rientrò nel VII Cantone (capoluogo San Pietro d'Olba), della Giurisdizione della Cerusa e dal 1803 inserito nel I Cantone di Savona nella Giurisdizione di Colombo. Annesso al Primo Impero francese dal 13 giugno 1805 al 1814 fece parte del Dipartimento di Montenotte.
Nel 1815 venne inglobato nel Regno di Sardegna, così come stabilì il Congresso di Vienna del 1814 anche per gli altri comuni della repubblica ligure, e successivamente nel Regno d'Italia dal 1861. Dal 1859 al 1927 il territorio fu compreso nel III mandamento di Sassello del circondario di Savona facente parte della provincia di Genova; nel 1927 passò sotto la neo costituita provincia di Savona. Nel 1863 assunse la denominazione di Martina Olba, termine oggi conosciuto semplicemente nella forma di Martina.
Solamente nel 1929 fu costituito ufficialmente il comune di Urbe, sopprimendo i precedenti comuni di Martina Olba e Olba.

## Monumenti e luoghi d'interesse

### Architetture religiose
- Chiesa parrocchiale di San Giacomo il Maggiore, consacrata nel 1633. Presenta all'interno pregiate decorazioni, oltre a un altare marmoreo del XVIII secolo.

## Cultura

### Eventi
- Festa patronale di san Giacomo il Maggiore, il 25 luglio.